# 英语拼写改革
几个世纪以来，关于英语拼写改革一直有诸多的呼声。他们追求改革英语正写法以使其更具一致性，更加符合发音，且更符合字母规则。常规的拼写改革动机包括使英語拼寫能更快速、更簡易地學習，以及使英语成為更实用的国际辅助语。
在书写系统变化的深度和实施范围方面，各個改革的建议有所不同。大部分改革较为温和：它们使用传统的英语字母表，试图保持人们熟悉的单词形式，并试图留存普遍存在的传统（如不发音的e）。更激进的建议包括增删字母或符号，更有甚者则发明新的字母。一些改革者倾向于渐进式的改革，而另一些则支持立即且全面的改革。
一些拼写改革的提議已经局部或暫時地被接受。许多由诺亚·韦伯斯特倡导的改革提议已经在美国变为标准，但并未被所有英语国家接纳。（见美式及英式英语拼法差别）。

## 历史
现代英语拼法于约1350年開始发展。此时，在经过三个世纪的诺曼底王朝的统治之后，英语再次变为英格兰的官方语言，不過当时的英语吸收了大量法语来源的词汇（如battle、beef、button），已经与受諾曼第王朝統治前大不相同。使用这种新英语的早期作家，例如杰弗里·乔叟，赋予了其相当一致的拼写系统，但當時的大法官法庭職員在正式文件中以法語正寫法重新拼寫詞彙，因此拼寫系統的一致性不久就被削弱。1476年，由於威廉·卡克斯顿将印刷机带到伦敦，英语拼写的一致性因此遭到进一步打击。威廉·卡克斯顿在欧洲大陆居住了30年之久，他的英语拼写并不稳定；协助他开办事业的比利时助手对英语的掌握就更差了。
随着印刷术的发展，印刷商们开始构建起各自的拼寫偏好，或者称之为“公司风格（house styles）”。:3此外，打字员的工资是按行计算的，所以他们倾向于将单词变得更长。而英语拼写一致性最大的变化則是发生于1525年威廉·廷代尔首次翻译圣经，以及1539年亨利八世将英文版《圣经》的印刷合法化。其中的许多版本是由不说或很少说英语的人在英格兰之外印刷的。这些人常常为了符合他们的荷兰语正写法而改变拼写。例如ghost中不发音的h（为了匹配荷兰语中的，荷兰语中的这个单词后来变成了），与此相同的还有aghast、ghastly和gherkin。而其他单词（例如、和）中不发音的h则在后来被去掉了。:4
在下面两个时期内，英语拼写改革引起了人们的特别关注。

### 16世纪和17世纪
首先是16世纪中叶到17世纪中叶，此时出版了大量提倡拼写改革的出版物。其中的一些如下：
- 1586年由托马斯·史密斯出版的 （《关于英语书面语拼写的更改和修正》）[6]，他是爱德华六世和伊丽莎白一世时期的国家秘书。
- 1569年由切斯特纹章官出版的 。
- 1580年威廉·布洛卡出版的 。
- 1621年伦敦圣保罗学校校长亚历山大·吉尔出版的 。
- 1634年伍顿圣劳伦斯副牧师的查尔斯·巴特勒出版的 。[7]:17–18

有些提議因过于激进或是对于英语的音系没有充足的理解，没有引起过多的关注:18，但是一些较为保守的建议则更为成功。詹姆斯·豪威尔在1662年的 Grammar（《语法》）中建议对拼写做出微小的调整，例如将改为logic，改为war，改为sin，改为town，改为true。:18其中的绝大多数至今仍在广泛使用。
16世纪以来，一些作为希腊语和拉丁语文学学者的英语作家试图将英语单词和它们的希腊语-拉丁语对应体联系起来。他们通过在字詞中添加不发音的字母來凸顯這些实际存在或想象中的联系，因此变成了debt（以将其与拉丁语的对应），变成了scissors、变成了scythe（因为这两者被误认为来自拉丁语），变成了island（因为它被误认为来自拉丁语），变成了ache（因为它被误认为来自希腊语），等等。:5–7
威廉·莎士比亚也讽刺了英语的拼读不一致。在他的剧作爱的徒劳中，他塑造了霍洛费恩斯。这个人物是一个“老学究”，他坚持应该改变发音以适应拼写，而非改变拼写以适应发音。例如，霍洛费恩斯坚持认为人们应当在诸如doubt和debt的单词中将字母b的音发出。

### 19世纪
第二个时期始于19世纪，与语音学研究的发展時期相近。:18在1806年，诺亚·韦伯斯特出版了他的第一部词典，《英语简明词典》（A Compendious Dictionary of the English Language）。其中包括了一篇关于现代正字法怪异之处的文章，以及他对改革的倡议。诸多他所使用的拼写，如color和center，在后来成为了美式英语的标志之处。1807年，韦伯斯特开始编撰一本扩充词典。这本词典于1828年出版，当时的标题是《美国英语词典》，也即后世所说的《韦氏词典》的第一版。虽然引起了一些争议，但是拼写改革逐渐在全美国推广开来。:9
1837年，艾萨克·皮特曼公布了他的语音学速记系统；1848年，亚历山大·约翰·埃利斯出版了《拼写改革的呼吁》（A Plea for Phonetic Spelling）。这些改革提倡使用新的语言学字母。尽管没有成功，但它们引起了广泛的关注。
到19世纪70年代，英国和美国的语文学协会开始考虑这一问题。1876年8月在费城举行的“英语正写法修订国际会议”之后，英国拼写改革协会和美国拼写改革协会等协会相继成立。:20当年，美国语文学协会通过了一份包含11个词的改革清单，以供立即使用。它们分别是：are→ar、give→giv、have→hav、live→liv、though→tho、through→thru、guard→gard、catalogue→catalog、(in)definite→(in)definit、wished→wisht。:13采纳新拼写方式的主要美国报纸之一是《芝加哥论坛报》，其编辑和所有者约瑟夫·梅迪尔（Joseph Medill）是拼写改革协会理事会的成员之一。1883年，美国语文学协会和美国语文学学会一起定立了24条拼写改革规则，并于当年公布。1898年，美国全国教育协会独立通过了用于所有写作的改革清单，包含了12个词：tho、altho、thoro、thorofare、thru、thruout、catalog、decalog、demagog、pedagog、prolog、program。:14

### 20世纪以来

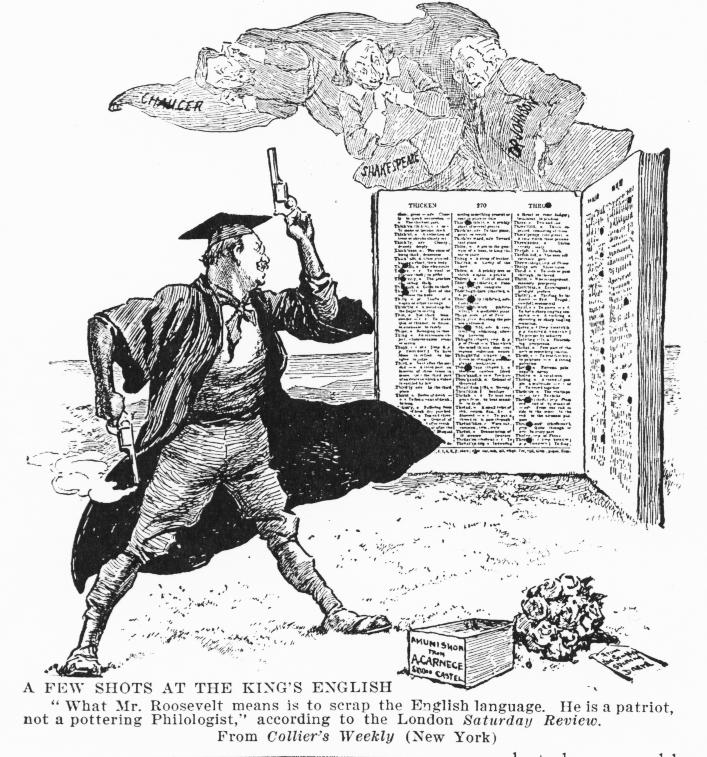
1906 年，美国总统西奥多·罗斯福因支持安德鲁·卡内基的拼写简化运动而受到批评。

1906年，美国设立了拼写简化委员会（SSB）。其初始成员包括作家、教授和词典编辑。作为创始成员的安德鲁·卡内基，每年向委员会捐赠超过30万美元。:21。1906年4月，SSB公布了一份300词的清单，其中的157个已经在美式英语中普遍使用。1906年8月，委员会的词汇清单得到西奥多·罗斯福的通过，他下令政府出版局立即开始使用这份清单上的拼写。但在1906年12月，美国国会通过了一项议案，重新恢复了旧拼法。尽管如此，一些拼写还是留存至今且在美式英语中广泛使用，例如anaemia/anæmia→anemia和mould→mold。其他的改革如mixed→mixt和scythe→sithe却没有留存下来。1920年，SSB发布了《拼写简化手册》，其中提出了超过25条拼写改革规则。手册指出，现在普遍使用的所有改革后的拼写最初都是一位作家个人的公开行为，起初只有少部分人效仿。因此，它鼓励人们“指明方向”、“树立榜样”，尽可能使用改革后的拼写方式。:16然而，在主要经济来源被切断后，SSB在次年解散了。
在英国，拼写简化协会自1908年开始推行拼写改革，这项举措吸引了许多知名的支持者。其中之一便是萧伯纳（剧作《卖花女》的作者），他的大部分遗产都留给了这项事业。由於萧伯纳的遗产在协会的成员之间引发了重大分歧，該協會難以發展出一個單一的新拼寫系統。
1934年到1975年，当时芝加哥最大的报纸《芝加哥论坛报》使用了许多改良的拼写法。1934年，在两个月的时间内，该报引入了80个拼写改革過的单词，包括tho、thru、thoro、agast、burocrat、frate、harth、herse、iland、rime、staf和telegraf。1934年3月的一篇社论称，三分之二的读者更喜欢新的拼写方法。另一篇则称“偏见和竞争”阻碍了词典编写者采纳这些拼法。然而，在接下来的40年中，该报又逐渐放弃了这些新拼法。Funk & Wagnalls的词典在使用传统拼法的同时，还列出了许多改革后的拼法，包括SSB的300词，直到20世纪50年代才停止。
1949年，英国工党议员蒙特·福利克，在下议院中提出了一份私人草案，但在二次读会中未能通过。1953年，他再次尝试，这次草案以65票对53票通过二次读会。由于预计会遭到上议院的反对，在教育部长保证会对改善拼写教育进行研究后，法案最终被撤回。1961年，这个事件使得詹姆斯·皮特曼的初始教学字母表被引入许多英国学校以提高儿童识字率。虽然这项实验本身取得了成功，但当孩子们转而学习传统拼写法时，其优势就丧失了。几十年后，这项实验停止了。
在其1969年的著作《拼写改革：一种新方法》中，澳大利亚语言学家哈里·林德格伦提议了一个渐进式的改革。其第一步（SR1）呼吁将所有的短/ɛ/均拼作<e>（例如friend→frend、head→hed）。这项改革在澳大利亚颇受欢迎。
2013年，牛津大学的英语教授西蒙·霍罗宾提出，多种拼写并行是可以接受的。例如，他认为诸如"accommodate"和"tomorrow"之类的单词，其中的字母是否双写是无所谓的。这一建议并不符合《兰登书屋词典》等对拼写改革的定义。

## 改革的论据
有人认为拼写改革将会使英语更容易学习阅读、拼写和发音，使之在国际交流中更有用、减少教育花销（削减扫盲教师、补习费用和教育计划）和（或）使教师和学习者能花费更多时间在更重要的学科或者拓展学科上。
另一个论据是现行拼写方案浪费了大量的字母。例如，Cut Spelling方案使用的字母数量较现行方案少15%。以Cut spelling写成的书籍可以以更少的页数印刷出来，节省了纸墨等资源。这适用于日常生活的方方面面，包括购物收据、办公文件、报纸杂志和网络流量。
倡议者指出，拼写改革早已开始，只是进展缓慢且缺乏组织性。有许多拼写曾經不规則的单词已經改變了拼法。例如，在19世纪80年代前，misic曾被拼作musick；20世纪20年代之前，fantasy曾被拼作phantasy。一度几乎所有的以-or结尾的单词（例如error）都曾拼作-our（errour），几乎所有以-er结尾的单词（例如member）都曾拼作-re（membre）。在美式拼法中，其中的绝大多数使用-or和-er，而英式拼法中只有部分进行了改革。
自塞缪尔·约翰逊规定单词拼写以来的250年间，数十万的单词（根据玛莎·贝尔对7000个常用单词的研究推断）已经逐渐发生了音变，英语中的字母规则也逐渐遭到破坏。倡议者提出，如果我们想要保持英语拼写的规范性，那么就必须根据音变改变单词的拼写。
缩写拼写目前在非正式的互联网平台中得到使用，在短信中也很常见。
元音字母在英语拼写中的使用方式与其通常的含义大相径庭。例如本应该发[əʊ]或[oʊ]的⟨o⟩，却可能发[ʌ]；而本应该发[ʌ]的⟨u⟩，却可能发[juː]。这使得英语的对学习者来说更加不直观，而直观與否对于一门国际辅助语来说相当重要。

### 多义性
不像许多其他语言一样，英语拼写从未进行过系统性的革新，因此只能部分地遵守字母规则。因此，英语拼写系统的規則不嚴謹，充滿诸多例外和多义的情形。
英语中绝大多数音位可以用不止一种拼法拼出。例如，fear和peer含有相同的音，却拥有不同的拼法。同样，英语中相同的字位也拥有多种发音和解码：例如，through、though、thought、thorough、tough、trough和plough中的ough。更为甚者，英语中的中央元音有13种拼法，/ei/有12种，/ɛ/有11种。这种不一致现象在英语中随处可见，甚至在不同方言中也有差异。玛莎·贝尔在分析了7000个常用单词后发现，其中的约1/2会造成拼读困难，约1/3会造成解码困难。
这种模糊性在同形异音异意词（如bow、desert、live、read、tear、wind和wound）中尤为明显。在阅读这些词时，必须要考慮其上下文：这增加了学习英语阅读和发音的难度。
音素和拼写之间更密切的关系将消除许多例外和模糊之处，使语言更容易掌握。

### 取消更改

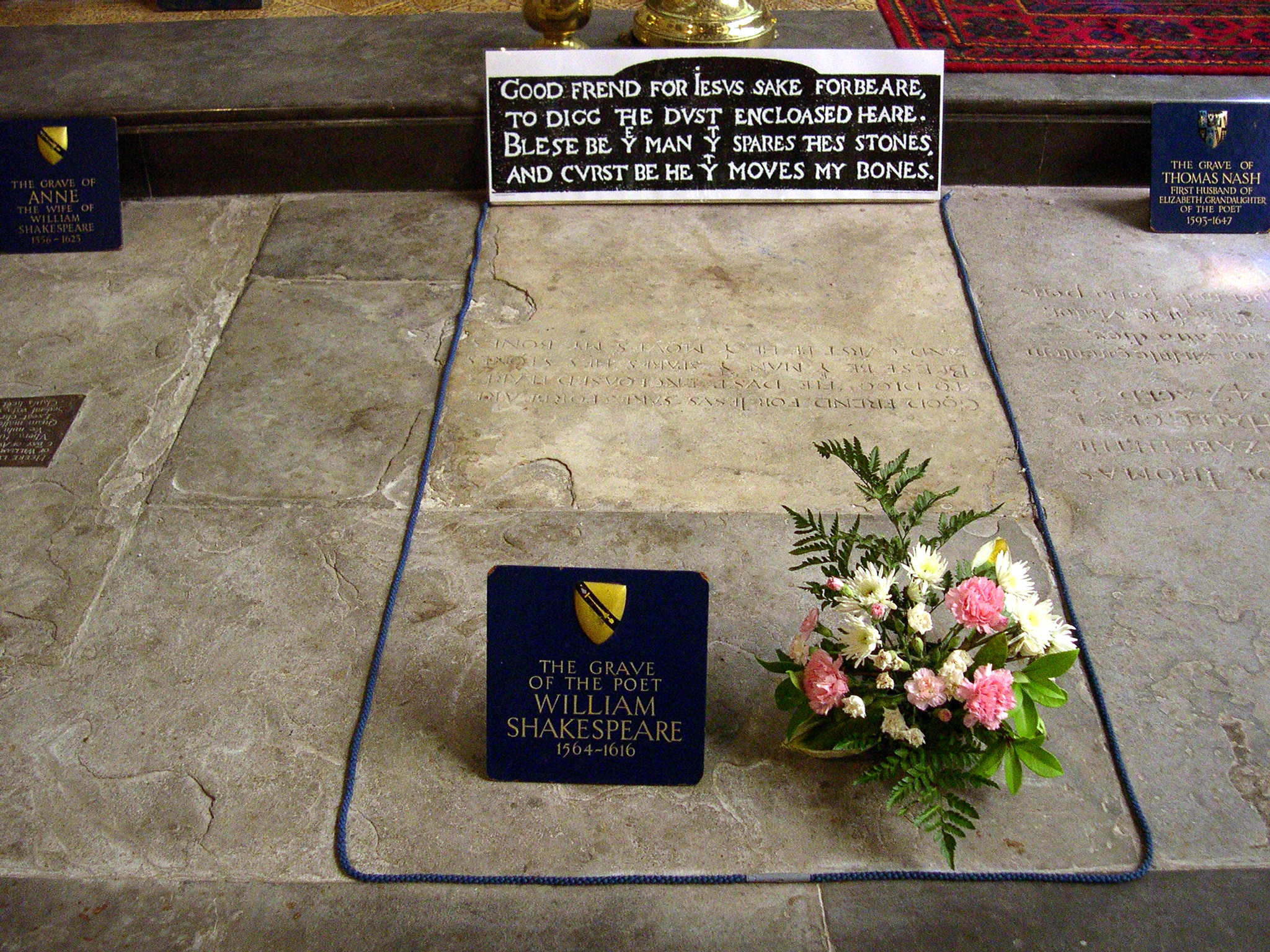
威廉·莎士比亚的墓志铭中将friend拼作frend。

一些人指出简化的拼法已经作为标准拼法或变体拼法存在于旧文献中。如前所述，在16世纪，一些研究希腊语和拉丁语文学的学者试图让英语词汇看起来更像其希腊-拉丁语的对应词，有时甚至是错误的。他们通过添加不发音的字母来达成这一目的，因此det变成了debt，dout变成了doubt，sithe变成了scythe，iland变成了island，ake变成了ache，等等。:5一些拼写改革家建议取消这些更改。其它旧拼写法更符合发音的例子包括friend拼作frend（就像莎士比亚的墓志铭），against拼作agenst，yield拼作yeeld，build拼作bild，court拼作cort，stead拼作sted，delight拼作delite，entice拼作entise，ghost拼写gost，hearth拼作harth，rhyme拼作rime，some拼作sum，tongue拼作tung，以及其它种种。将读作/t/的词尾-ed拼作-t（例如将dropped拼作dropt）也一度流行。上述的部分拼写法曾经被一些最有名的英语作家和诗人使用过，其它的则是由现在的拼写改革家提倡的。例如，埃德蒙·斯宾塞在他的著名诗作《仙后》中曾使用rize、wize和advize（分别对应现代英语的rise、wise和advise），这篇诗作发表于16世纪90年代。

### 冗余字母
英语字母表中有几个字母的特征音已在字母表的其他部分体现。这包括：X，其可被"ks"、"gz"或z代替；软音G（/d͡ʒ/），其可被J代替；硬音C（/k/），其可被K代替；软音C（/s/），其可被S代替；以及Q（几乎只见于"qu"，/kw/或/k/），可以被"kw"（某些情况下是K）代替。但是这些拼法通常被保留下来，以表明其拉丁词源。

## 反对改革的论据
拼写改革面临着诸多反对发展和实施改革后正写法的论据。至少自19世纪早期，颇具影响力的《约翰逊字典》和《韦氏词典》编撰正写法以来，民众对于拼写改革的接受度旧一直很低。常用词汇（如are、have、done、of、would）的不规则拼写使得在不大规模改变英语文本外观的情况下对拼写法进行修正十分困难。
英语是十大主要语言中唯一没有有权颁布拼写更改的世界性语言监管机构的语言。
英语是一门有大量非日耳曼借词的西日耳曼语支的语言。其中单词的拼法通常标志着其词源，这有时会为词义提供线索。即使其发音偏离了原始发音，拼写也是音素的记录。源自日耳曼语的单词也是如此，它们现在的拼写仍与其他日耳曼语言中的同源词相似。例如英语的light对应德语的Licht；英语的knight对应德语的Knecht；英语的ocean对应法语的océan；英语的occasion对应法语的occasion。批评者认为，重新拼写这些词可能会掩盖这些联系，尽管并非所有的拼写改革都一定需要大量重新拼写这些词。
另一个争议在于改革会将一种方言或发音置于其它之上，创造出一种标准语。忽略方言而言，一个单词可以有超过一种可被接受的发音（例如economic和either）。地区口音上的一些区别仍然明显的体现在拼写上。例如，fern、fir和fur的区分仍然在爱尔兰英语和苏格兰英语中体现；toe和tow的区分存在于一些英格兰和威尔士的地区性方言中。但是，方言口音即使在可以称得上一字一音的语言上，例如西班牙语。一些字母有同位异音现象，例如bath中的字母a代表/æ/和/ɑ/，讲话者根据自己的方言选择发音。
一些单词只能通过不发音的字母区分（例如knight和night）。

## 改革提案
绝大多数的拼写改革试图改进音位的表达；但另一些试图引入真正的音位拼写法，这通常需要改变基础英语字母表或者创造新的字母表。所有拼写改革都旨在使拼写更加规范。

### 使用基础英语字母表
- Cut Spelling
- 拼写简化手册
- SoundSpel
- 拼写改革1（SR1）
- 传统拼写修订版
- 维希的正规化英语

### 扩展或替代基础英语字母表

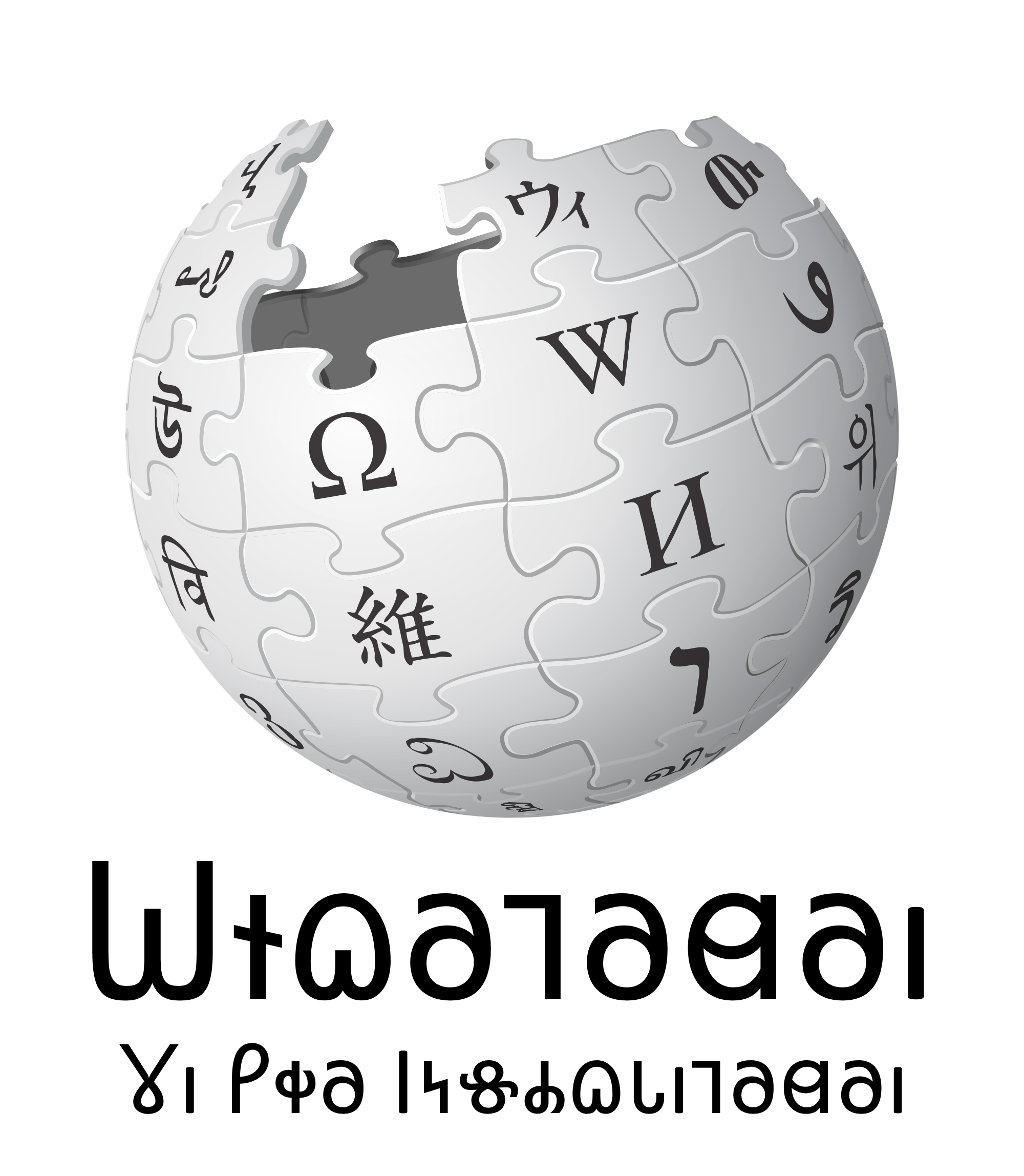
维基百科标志，其中的Wikipedia, The Free Encyclopedia 以代泽赖特字母写成

这些提议旨在通过引入新的字母和（或）变音符号来代替二合字母（例如"ch"、"gh"、"kn-"、"-ng"、"ph"、"qu"、"sh"、发音或不发音的"th"，以及"wh-"）。每个字母将会对应一个单独的读音。二合字母中的两个字母不是发它们各自的音，而是一个完全不同且不相關的音，这可能会增加单词的长度，而誤導錯誤的發音。
知名的建议包括：
- 本杰明·富兰克林的音位字母表
- 代泽赖特字母表
- Interspel
- 萧伯纳字母（修改版：Quikscript）
- SaypYu
- Simpel-Fonetik method of writing
- Unifon

一些非拉丁字母语言的使用者有时会在他们的书写系统中用音位书写英语，这可以看作是一种临时地拼写改革。

## 历史上和当代的改革建议者
许多名人一直是拼写改革的倡议者。
- Orrm，12世纪的奥斯定会的咏礼司铎、同名著作Ormulum的作者。他在这篇著作中表示，由于他不喜欢人们念错英语，所以他会按照发音拼写单词，并描述了一个元音长度和音值都能明确表示的系统。他用双写其后的辅音来区分短元音和长元音，或者在不可行的情况下，用添加短音符标记短元音。
- 托马斯·史密斯，伊丽莎白一世时期的国家秘书。他在1568年公布了他的倡议（《关于英语书面语拼写的更改和修正》）。[7]:17
- 威廉·布洛卡，学者。他在1586年出版了他的书籍《英语语法》，这是在该话题的早期著作。1580年，他公布了他的倡议。[7]:17
- 约翰·弥尔顿，诗人。[28]
- 约翰·威尔金斯，英国皇家学会的创始成员和第一任秘书，十进制的早期支持者，他是奥利弗·克伦威尔的姐夫。
- 查尔斯·巴特勒，英国博物学家，著有第一部蜜蜂的自然史 Đe Feminin' Monarķi（1634年）。他提出，“人们应该根据普遍接受的语音来书写”（men should write altogeđer according to đe sound now generally received），并支持将二合字母中的"h"改为加删节线的方式。
- 詹姆斯·豪威尔，一位有文献记载的、成功的（尽管不多）拼写改革家，他在1662年的Grammar中建议对拼写进行一些小的修改，如"logique"改为"logic"，"warre"变为"war"，"sinne"改为"sin"，"toune"改成"town"，"tru"改成了"true" [7]:18，其中许多现在被普遍使用。
- 本杰明·富兰克林，美国革新者、革命家，他向拉丁字母表中添加新字母，给出了自己的英语拼写问题的解决方案。
- 塞缪尔·约翰逊，诗人、智者、散文家、传记作家、评论家、怪人。他在《塞缪尔词典》（1755 年）中将英语拼写标准化，使之成为目前的拼写形式。
- 诺亚·韦伯斯特，第一部重要的美国词典的编写者。他认为美国人需要采用一种更简化的拼写方案，并在1806年出版的《简编英语词典》中推荐了这一做法。
- 查尔斯·狄更斯
- 艾萨克·皮特曼开发了最常用的速记系统，称作“皮特曼速记系统”。这一系统首次提出于Stenographic Soundhand（1837年）。
- 美国总统西奥多·罗斯福委托拼写简化委员会研究并推荐更简单的拼写法，并且要求美国政府接受这一新方案。[29]然而，他的方法是用行政命令假定群众支持，而非争取民众的支持，这可能是当时做出的改变有限的一个原因。[30][31]
- 丁尼生，曾任英语拼写改革协会副主席，该协会是拼写简化协会的前身。
- 查尔斯·达尔文，进化论的提出者，也是英语拼写改革协会的副主席，和他同名的物理学家孙子继续参与这一课题。
- 约翰·卢伯克，达尔文的密友、邻居、同事，也是拼写改革协会的一员。
- H·G·威尔斯，科幻作家，曾任伦敦拼写简化协会副主席。
- 安德鲁·卡内基，著名慈善家。他向美国和英国的拼写改革协会捐款，并资助了拼写简化委员会。
- 丹尼尔·琼斯，语音学家，伦敦大学学院语音学教授。
- 萧伯纳，剧作家。他将自己的部分财产用于资助创建一种新的字母表，这一字母表现在被称为萧伯纳字母。
- 罗纳德·金斯利·里德，萧伯纳字母、Quikscript和Readspel的创造者。
- 马克·吐温，拼写简化委员会的创始成员之一。
- 罗伯特·贝登堡
- 厄普顿·辛克莱
- 梅尔维尔·杜威，杜威分类法的发明人。他写了关于拼写简化的公开作品，甚至他将自己的名从Melville简化为了Melvil。
- 伊斯雷尔·戈兰茨
- 詹姆斯·皮特曼，出版商，英国议会保守党议员，艾萨克·皮特曼的孙子。他发明了初始教学字母表。
- 查尔斯·高尔顿·达尔文，查尔斯·达尔文的孙子，二战期间的英国国家物理实验室主任。他也是战争时期拼写简化协会的副主席。
- 蒙特·福利克，英国议会工党议员，多语言语言学家，作家。他在詹姆斯·皮特曼之前将英语拼写改革问题提请议会注意。他支持将w和y替换为u和i。
- 艾萨克·阿西莫夫[32]
- 爱丁堡公爵菲利普亲王，曾任简化拼写协会的赞助人。他指出拼写改革应该从英国以外的地方开始，而缺乏进展则源于改革者之间的不和。然而，在识字不再是他孩子的问题后，他放弃了这项事业，而他不那么不冷不热的参与的结束可能是由于该协会拒绝了他在幕后“拉扯”的企图。[可疑][來源請求]
- 罗伯特·R·麦考密克（1880-1955）,《芝加哥论坛报》的出版者。他在他的报纸中使用改革后的拼写法。《论坛报》使用了一些单词的简化版，例如将although拼作altho。
- 爱德华·朗德塔勒（1905-2009），商业演员，美国扫盲委员会主席，英语拼写协会副主席。
- 约翰·C·威尔斯，伦敦语音学家，世界语教师，前伦敦大学学院语音学教授，英语拼写协会前任主席。
- 瓦莱丽·尤尔，高尔顿研究所研究员，英语拼写协会副主席，澳大利亚社会创新中心创始人。
- 道格·埃弗林厄姆，医生，前澳大利亚工党政治家，惠特拉姆政府的卫生部长，《有机化学式的简写》（1943年）的作者，也是拟议的SR1的支持者，他在部长通信中使用了SR1。
- 艾伦·基斯克，工程学教授，多语种语言学家，《简单音位英语拼写》（2013年）和《Simpel-Fonetik国际视角英语写作词典》（2012年）的作者。[33]
- 阿纳托利·利伯曼，明尼苏达大学德语、斯堪的纳维亚语和荷兰语三系教授。他在牛津大学出版社博客上发表的关于单词起源的每周专栏中主张进行拼写改革。[34]现任英语拼写协会主席。[35]

## 延申阅读
- Bell, Masha (2004), Understanding English Spelling, Cambridge: Pegasus
- Bell, Masha (2012), SPELLING IT OUT: the problems and costs of English spelling, ebook
- Bell, Masha (2017), English Spelling Explained （页面存档备份，存于）, Cambridge, Pegasus
- Children of the Code （页面存档备份，存于） An extensive, in depth study of the illiteracy problem.
- Crystal, David. Spell It Out: The Curious, Enthralling and Extraordinary Story of English Spelling (St. Martin's Press, 2013)
- Condorelli, M. (2022). Pragmatic Framework. In Standardising English Spelling: The Role of Printing in Sixteenth and Seventeenth-century Graphemic Developments (Studies in English Language, pp. 40–58). Cambridge: Cambridge University Press.
- Hitchings, Henry. The language wars: a history of proper English (Macmillan, 2011)
- Kiisk, Allan (2013) Simple Phonetic English Spelling - Introduction to Simpel-Fonetik, the Single-Sound-per-Letter Writing Method, in printed, audio and e-book versions, Tate Publishing, Mustang, Oklahoma.
- Kiisk, Allan (2012) Simpel-Fonetik Dictionary - For International Version of Writing in English, Tate Publishing, Mustang, Oklahoma.
- Lynch, Jack. The Lexicographer's Dilemma: The Evolution of 'Proper' English, from Shakespeare to South Park (Bloomsbury Publishing USA, 2009)
- Marshall, David F. "The Reforming of English Spelling". Handbook of Language and Ethnic Identity: The Success-Failure Continuum in Language and Ethnic Identity Efforts (2011) 2:113+
- Wolman, David. Righting the Mother Tongue: From Olde English to Email, the Tangled Story of English Spelling. HarperCollins, 2009. ISBN 978-0-06-136925-4ISBN .
- Zimmerman, Jonathan. "Simplified Spelling and the Cult of Efficiency in the 'Progressiv' Era." Journal of the Gilded Age & Progressive Era (2010) 9#3 pp. 365–394